# Ludwig Mitteis
Ludwig Mitteis, född 17 mars 1859 i Laibach, död 26 december 1921 i Leipzig, var en österrikisk jurist. Han var far till Heinrich Mitteis.
Mitteis blev professor i Wien 1895, i Prag 1897 och i Leipzig 1899. Han intog genom sina arbeten och i sin egenskap av redaktör för den romerskträttsliga avdelningen av "Zeitschrift der Savigny-Stiftung für Rechtsgeschichte" en ledande ställning inom sin tids forskning angående klassisk rätt. I avseende på den östromerska (hellenistiska) rätten, som vann ny belysning genom ett stort antal papyrer, som man fann i Egyptens sand, utgjorde hans arbete Reichsrecht und Volksrecht in den östlichen Provinzen des römischen Kaiserreichs (1891) en metodiskt epokgörande framställning, medan hans Grundzüge und Chrestomathie der Papyruskunde (2 band, tillsammans med Ulrich Wilcken, 1912) gav en avslutande sammanfattning av vunna resultat på detta område.
I avseende på den rent romerska rätten lämnade hans Römisches Privatrecht bis auf die Zeit Diocletians, varav endast band I ("Grundbegriffe und Lehre von den juristischen Personen", 1908) utkom, den första sammanfattande framställning av den klassiska romerska rätten, som över huvud försökts, sedan denna rätt tack vare den moderna interpolationsforskningen börjat framträda i förut oanad klarhet. Bland övriga arbeten märks, utom en mängd tidskriftsuppsatser (viktiga är särskilt de i angivna tidskrift årligen publicerade meddelandena angående "Neue Urkunden"), Die Lehre von der Stellvertretung (1885), Aus den griechischen Papyrusurkunden (1900) och Zur Geschichte der Erbpacht im Altertum (1901).